# La Josefina, Puebla
La Josefina är en ort i Mexiko.   Den ligger i kommunen Puebla och delstaten Puebla, i den sydöstra delen av landet, 110 km öster om huvudstaden Mexico City. La Josefina ligger 2 305 meter över havet och antalet invånare är 265.
Terrängen runt La Josefina är platt åt sydväst, men åt nordost är den kuperad. Runt La Josefina är det mycket tätbefolkat, med 2 614 invånare per kvadratkilometer. Närmaste större samhälle är Puebla de Zaragoza, 9,4 km sydväst om La Josefina. Runt La Josefina är det i huvudsak tätbebyggt.